# FK Nyoman Hrodna
A Nyoman Hrodna (belarusz nyelven: Футбольны Клуб Нёман Гродна, magyar átírásban: Futbolni Klub Nyoman Hrodna) egy fehérorosz labdarúgócsapat Hrodnában, Fehéroroszországban, jelenleg a fehérorosz labdarúgó-bajnokság élvonalában szerepel.

## Sikerei
- Fehéroroszkupa-győztes: 1 alkalommal (1993)